# Carnegie (Pennsylvania)
Carnegie ist eine Stadt (Borough) im Allegheny County, Vereinigte Staaten. Das U.S. Census Bureau hat bei der Volkszählung 2020 eine Einwohnerzahl von 8.134 ermittelt.

## Geographie
Die Stadt befindet sich im Großraum von Pittsburgh. Sie liegt etwa 8 km südwestlich von der eigentlichen Stadt Pittsburgh. Durch Carnegie fließt der Chartiers Creek. Das Borough hat eine Fläche von 4,1 km². Die durchschnittliche Höhe liegt bei 254 m über dem Meeresspiegel.

## Geschichte
Der Ort ist nach dem Industriellen Andrew Carnegie benannt.

## Nächstgelegene Orte
- Scott Township
- Collier Township
- Robinson Township

## Persönlichkeiten
- Robert Mikhail Moskal (1937–2022), Bischof von Saint Josaphat in Parma